# Cal Pujol (Navars)
Cal Pujol és una masia situada al municipi de Navars, a la comarca catalana del Bages. Es troba a la falda occidental del Serrat d'en Guineu.